# Jan Kelbl
Jan Kelbl, v matrice Johann Kölbl (15. května 1847 Syrovice – 19. května 1928 Syrovice), byl rakouský politik z Moravy; poslanec Moravského zemského sněmu.

## Biografie
Působil jako statkář v Syrovicích. Od mladých let se veřejně a politicky angažoval. Dlouhodobě zastával funkci starosty Syrovic a byl též členem a předsedou okresního silničního výboru v Židlochovicích.
Koncem 19. století se zapojil i do vysoké politiky. V zemských volbách v roce 1890 byl zvolen na Moravský zemský sněm, kde zastupoval kurii venkovských obcí, obvod Židlochovice, Pohořelice. Mandát zde obhájil i v zemských volbách v roce 1896, zemských volbách v roce 1902, zemských volbách v roce 1906 a zemských volbách v roce 1913. V roce 1890 se na sněm dostal jako nezávislý český kandidát. V roce 1896 již je řazen mezi staročechy. Roku 1902 byl českým kompromisním kandidátem (společná kandidátní aliance staročeské Moravské národní strany a mladočeské Lidové strany na Moravě). Do voleb roku 1906 šel za staročechy.
Zemřel v květnu 1928 ve věku 81 let.